# Arawacus ellida
Arawacus ellida is een vlinder uit de familie van de Lycaenidae. De wetenschappelijke naam van de soort werd als Thecla ellida in 1867 gepubliceerd door William Chapman Hewitson.

## Synoniemen
- Tigrinota jennifera Johnson, 1992
- Tigrinota perinota Johnson, 1992
- Tigrinota catamarciana Johnson, 1993
- Tigrinota chaosa Johnson, 1993